# DeMar DeRozan
DeMar Darnell DeRozan (Compton, California, 7 de agosto de 1989) es un jugador de baloncesto estadounidense que pertenece a la plantilla de los Sacramento Kings de la NBA. Con 1,98 metros de altura, juega en la posición de escolta.

## Trayectoria deportiva

### Universidad
Tras haber participado en 2008 en el prestigioso McDonald's All American Team, en el cual además logró ganar el concurso de mates, jugó una única temporada con los Trojans de la Universidad del Sur de California, en la que promedió 13,9 puntos y 5,7 rebotes por partido. Fue elegido como mejor jugador del torneo de la Pacific-10 Conference, tras promediar 19,8 puntos en el mismo, e incluido en el mejor quinteto de novatos de la conferencia.
El 8 de abril de 2009 DeRozan anunciaba que se declaraba elegible para el Draft de la NBA, renunciando a sus tres últimos años de universidad.

#### Estadísticas
| Año     | Equipo | PJ | PT | MPP  | %TC  | %3P  | %TL  | RPP | APP | ROB | TPP | PPP  | PER |
| ------- | ------ | -- | -- | ---- | ---- | ---- | ---- | --- | --- | --- | --- | ---- | --- |
| 2008–09 | USC    | 35 | 35 | 33.4 | .523 | .167 | .646 | 5.7 | 1.5 | .9  | .4  | 13.9 | 2.1 |

### Profesional
Fue elegido en la novena posición del Draft de la NBA de 2009 por Toronto Raptors.

#### Toronto Raptors (2009-2018)

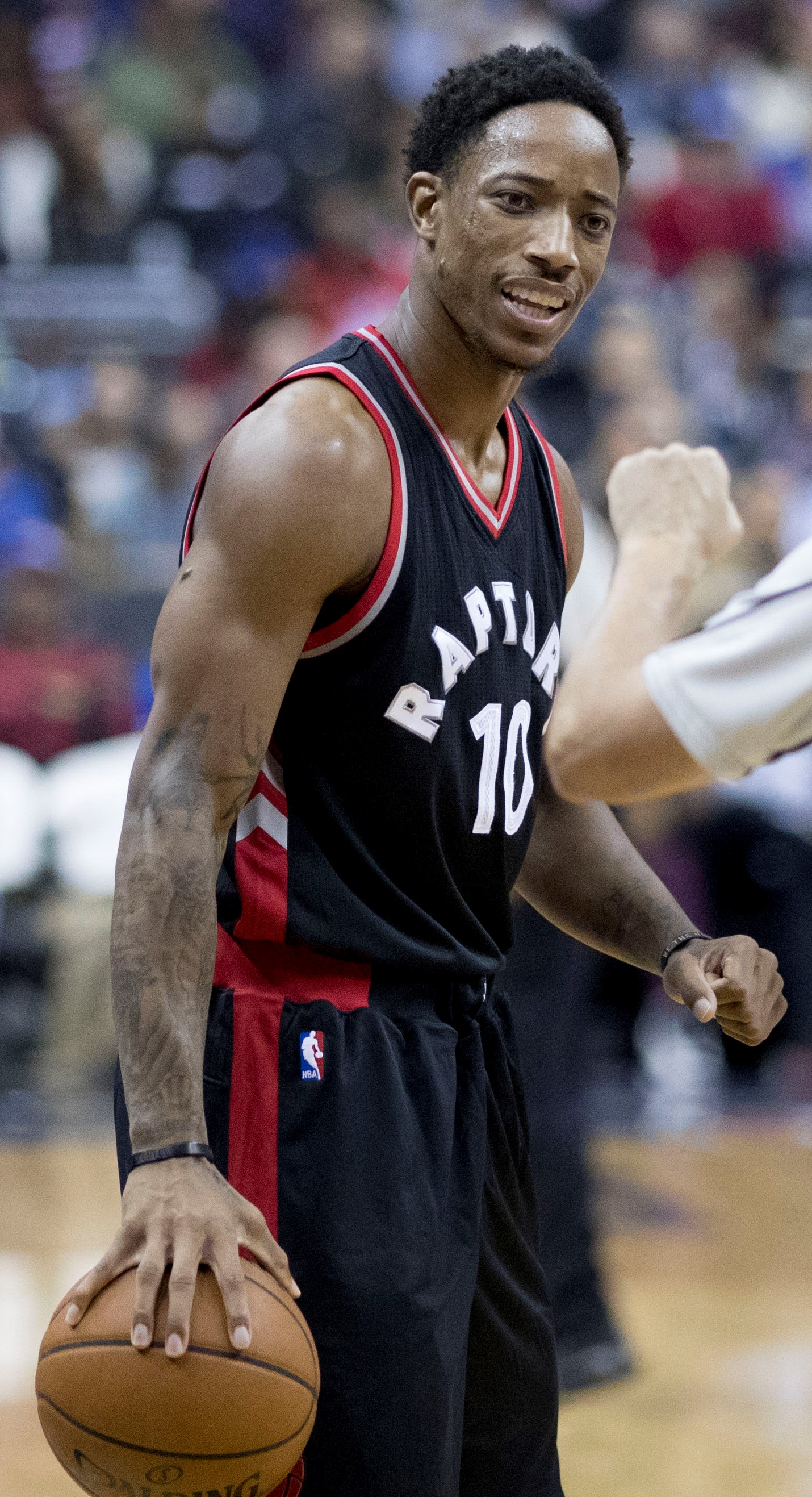
DeRozan con los Raptors en 2016.

Nueve temporadas en Toronto, titular indiscutible desde su llegada, que le llevaron a convertirse en el jugador franquicia de los Raptors. Cuatro veces All-Star, en tres ocasiones jugador del mes de la Conferencia Este, y elegido en el tercer mejor quinteto en 2017 y en el segundo en 2018. DeRozan fue el líder de la franquicia canadiense, llevándola cinco temporadas consecutivas a PlayOffs. 
El 1 de enero de 2018, anotó 52 puntos, siendo el récord de anotación de la franquicia en ese momento, y convirtiéndose en el tercer jugador de los Raptors en anotar más de 50 puntos en un partido, como ya hicieran Vince Carter y Terrence Ross con 51 puntos cada uno. En la temporada 2017-18, Toronto consiguió el título de la División Atlántico, y el mejor récord del Este, por primera vez en la historia de la franquicia.

#### San Antonio Spurs (2018-2021)
En julio de 2018, se oficializa su traspaso a San Antonio Spurs, junto a Jakob Pöltl, a cambio de Kawhi Leonard y Danny Green. El 3 de enero de 2019, registró su primer triple doble en la NBA, con 19 puntos, 12 rebotes y 10 asistencias, en la victoria por 125-107, en el AT&T Center precisamente contra su exequipo, los Toronto Raptors.

#### Chicago Bulls (2021-2024)
Tras tres temporadas en San Antonio, el 3 de agosto de 2021 se hace oficial su marcha a Chicago Bulls en un sign and trade por $85 millones y 3 años.
La primera semana de diciembre de 2021, fue elegido mejor jugador de la semana de la Conferencia Este, por primera vez como jugador de los Bulls.
El 31 de diciembre de 2021, anotó una canasta ganadora sobre la bocina para vencer a los Indiana Pacers. Al día siguiente, el 1 de enero, ante Washington Wizards anota otro triple ganador sobre la bocina, convirtiéndose en el primer jugador en la historia de la liga en lograrlo dos días seguidos. Dichas actuaciones, lo llevaron a ser elegido mejor jugador de la semana por 13.ª vez en su trayectoria. Además, fue candidato a mejor jugador del mes de la Conferencia Este, aunque finalmente el premio fue para Joel Embiid. El 27 de enero se anuncia su titularidad en el All-Star Game de la NBA 2022, siendo la quinta participación de su carrera. Durante las dos primeras semanas de febrero, encadenó 8 encuentros consecutivos anotando más de 35 puntos, con un porcentaje de acierto superior al 50% en tiros de campo, superando el récord de 6 partidos de Wilt Chamberlain en 1963. Sus buenos números durante el mes de febrero, le llevaron a adjudicarse el premio al mejor jugador del mes de la conferencia Este. El 31 de marzo anota 50 puntos ante Los Angeles Clippers. Ya en postemporada, el 20 de abril en el segundo encuentro de primera ronda ante Milwaukee Bucks, anota 41 puntos.
Al comienzo de su segunda temporada en Chicago, el 18 de noviembre de 2022 ante Orlando Magic, anota 41 puntos. El 28 de diciembre ante Milwaukee Bucks, anota 42 puntos y atrapa 10 rebotes. El 2 de enero de 2023 anota 44 puntos ante Cleveland Cavaliers. El 2 de febrero se anunció su participación en el All-Star Game de Salt Lake City, siendo la sexta nominación de su carrera. El 17 de marzo anota 49 puntos ante Minnesota Timberwolves.
Durante su tercer año con los Bulls, el 11 de diciembre de 2023, anota 41 puntos ante Milwaukee Bucks. El 13 de marzo de 2024 anota 46 puntos ante Indiana Pacers. Al término de la temporada regular finaliza con el mayor promedio de minutos jugados de la liga (37,8).

#### Sacramento Kings (2024-presente)
El 6 de julio de 2024, tras convertirse en agente libre, firmó por tres temporadas y 67 millones de dólares por los Sacramento Kings. El 10 de febrero de 2025 consigue 42 puntos ante Dallas Mavericks.

### Selección nacional

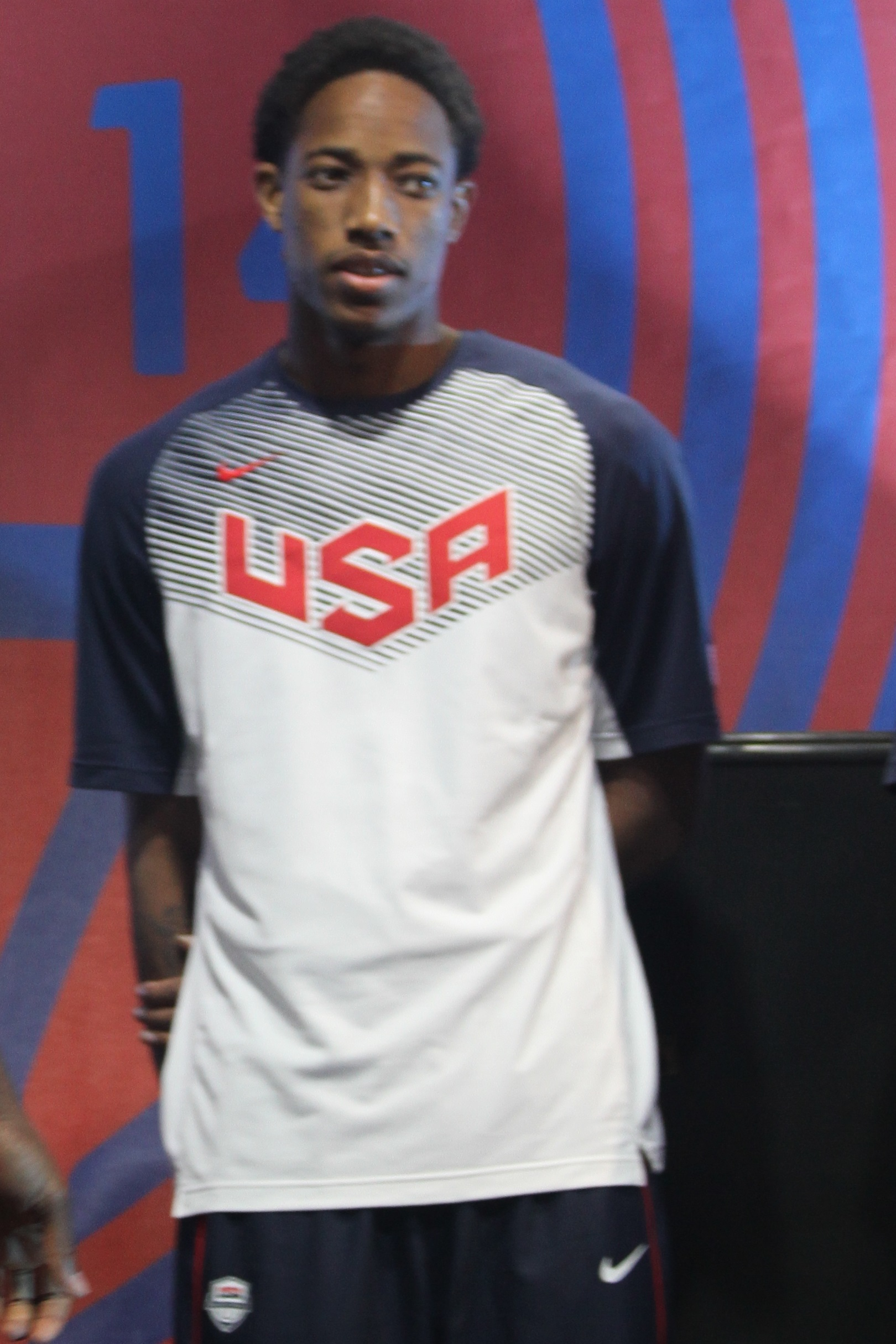
DeRozan con el Team USA en 2014.

DeRozan fue miembro del Team USA que ganó el Mundial de baloncesto de 2014. Su segunda participación llegó en los Juegos Olímpicos de Río 2016, donde también consiguieron la medalla de oro.

## Estadísticas de su carrera en la NBA
|  | Líder de la liga |

### Temporada regular
| Año      | Equipo      | PJ   | PT   | MPP  | %TC  | %3P  | %TL  | RPP | APP | ROB | TPP | PPP  |
| -------- | ----------- | ---- | ---- | ---- | ---- | ---- | ---- | --- | --- | --- | --- | ---- |
| 2009-10  | Toronto     | 77   | 65   | 21.6 | .498 | .250 | .763 | 2.9 | .7  | .6  | .2  | 8.6  |
| 2010-11  | Toronto     | 82   | 82   | 34.8 | .467 | .096 | .813 | 3.8 | 1.8 | 1.0 | .4  | 17.2 |
| 2011-12  | Toronto     | 63   | 63   | 35.0 | .422 | .261 | .810 | 3.3 | 2.0 | .8  | .3  | 16.7 |
| 2012-13  | Toronto     | 82   | 82   | 36.7 | .445 | .283 | .831 | 3.9 | 2.5 | .9  | .3  | 18.1 |
| 2013-14  | Toronto     | 79   | 79   | 38.2 | .429 | .305 | .824 | 4.3 | 4.0 | 1.1 | .4  | 22.7 |
| 2014-15  | Toronto     | 60   | 60   | 35.0 | .413 | .284 | .832 | 4.6 | 3.6 | 1.2 | .2  | 20.1 |
| 2015-16  | Toronto     | 78   | 78   | 35.9 | .446 | .338 | .850 | 4.5 | 4.0 | 1.0 | .3  | 23.5 |
| 2016-17  | Toronto     | 74   | 74   | 35.4 | .467 | .266 | .842 | 5.2 | 3.9 | 1.1 | .2  | 27.3 |
| 2017-18  | Toronto     | 80   | 80   | 33.9 | .456 | .310 | .825 | 3.9 | 5.2 | 1.1 | .3  | 23.0 |
| 2018-19  | San Antonio | 77   | 77   | 34.9 | .481 | .156 | .830 | 6.0 | 6.2 | 1.1 | .5  | 21.2 |
| 2019-20  | San Antonio | 68   | 68   | 34.1 | .531 | .257 | .845 | 5.5 | 5.6 | 1.0 | .3  | 22.1 |
| 2020-21  | San Antonio | 61   | 61   | 33.7 | .495 | .257 | .880 | 4.2 | 6.9 | .9  | .2  | 21.6 |
| 2021-22  | Chicago     | 76   | 76   | 36.1 | .504 | .352 | .877 | 5.2 | 4.9 | .9  | .3  | 27.9 |
| 2022-23  | Chicago     | 74   | 74   | 36.2 | .504 | .324 | .872 | 4.6 | 5.1 | 1.1 | .5  | 24.5 |
| 2023-24  | Chicago     | 79   | 79   | 37.8 | .480 | .333 | .853 | 4.3 | 5.3 | 1.1 | .6  | 24.0 |
| 2024-25  | Sacramento  | 77   | 77   | 35.9 | .477 | .328 | .857 | 3.9 | 4.4 | .8  | .4  | 22.2 |
| Total    | Total       | 1187 | 1175 | 34.7 | .469 | .300 | .842 | 4.4 | 4.1 | 1.0 | .3  | 21.3 |
| All-Star | All-Star    | 6    | 3    | 21.2 | .563 | .125 | .800 | 4.2 | 3.7 | .8  | .0  | 13.5 |

### Playoffs
| Año   | Equipo      | PJ | PT | MPP  | %TC  | %3P  | %TL  | RPP | APP | ROB | TPP | PPP  |
| ----- | ----------- | -- | -- | ---- | ---- | ---- | ---- | --- | --- | --- | --- | ---- |
| 2014  | Toronto     | 7  | 7  | 40.3 | .385 | .333 | .899 | 4.1 | 3.6 | 1.1 | .3  | 23.9 |
| 2015  | Toronto     | 4  | 4  | 39.8 | .400 | .375 | .824 | 6.3 | 5.8 | 1.5 | .0  | 20.3 |
| 2016  | Toronto     | 20 | 20 | 37.3 | .394 | .154 | .813 | 4.2 | 2.7 | 1.1 | .2  | 20.9 |
| 2017  | Toronto     | 10 | 10 | 37.3 | .434 | .067 | .888 | 4.9 | 3.4 | 1.4 | .0  | 22.4 |
| 2018  | Toronto     | 10 | 10 | 35.4 | .437 | .286 | .811 | 3.6 | 4.0 | .5  | .6  | 22.7 |
| 2019  | San Antonio | 7  | 7  | 35.9 | .487 | .000 | .864 | 6.7 | 4.6 | 1.1 | .1  | 22.0 |
| 2022  | Chicago     | 5  | 5  | 40.6 | .411 | .000 | .867 | 5.4 | 4.8 | 1.8 | .4  | 20.8 |
| Total | Total       | 63 | 63 | 37.6 | .418 | .214 | .852 | 4.7 | 3.7 | 1.1 | .2  | 21.8 |

## Logros y reconocimientos
Selección nacional
- JJ. OO, de Río de Janeiro (2016)
- Mundial de Baloncesto (España, 2014)

Instituto
- First-team Parade All-American (2008)
- McDonald's All-American (2008)

Universidad
- Mejor quinteto rookie de la Pac-10 (2009)
- MVP del torneo de la Pac-10 (2009)

NBA
- 6 veces All-Star (2014, 2016, 2017, 2018, 2022, 2023)
- 3.er mejor quinteto de la NBA (2017)
- 2 veces 2.o mejor quinteto de la NBA (2018 y 2022)
- Magic Johnson Award (2018)

Honores
- Su dorsal #10 fue retirado por los USC Trojans en febrero de 2020.[36]

### Partidos ganados sobre la bocina
|      | con Toronto Raptors          |
|      | con Chicago Bulls            |
| (PO) | Denota un partido de PlayOff |

| Número | Tiro               | Margen | Resultado | Oponente           | Fecha                   |
| ------ | ------------------ | ------ | --------- | ------------------ | ----------------------- |
| 1      | Tiro en suspensión | Empate | 97-95     | Orlando Magic      | 24 de enero de 2013     |
| 2      | Tiro de tres       | -1     | 108-106   | Indiana Pacers     | 31 de diciembre de 2021 |
| 3      | Tiro de tres       | -2     | 120-119   | Washington Wizards | 1 de enero de 2022      |

1. ↑  Lo logró dos días consecutivos.

## Vida personal
DeRozan es hijo de Frank y Diane DeRozan. Tiene un hermano mayor, Jermaine, que es entrenador de baloncesto. A su madre le diagnosticaron lupus cuando él era un niño. Desde que comenzó su carrera NBA, ha ayudado a crear conciencia y educar a los canadienses sobre esta enfermedad, en gran parte al asociarse con Lupus Canada. También sufrió depresión, y es defensor de otros que también la sufren.
Tiene una relación con Kiara Morrison (exjugadora de baloncesto) y tuvieron dos hijas: Diar y Mari.